# Liste d'élections en 1903
Chronologie des élections
- 1899
- 1900
- 1901
- 1902
- 1903
- 1904
- 1905
- 1906
- 1907

Cet article recense les élections organisées durant l'année 1903.

## Élections nationales en 1903
Cette section concerne les élections législatives et présidentielles dans un état souverain, éventuellement fédéral, ainsi que leurs principaux référendums.
| Date                            | État       | Élection ou référendum   | Contexte | Résultat |
| ------------------------------- | ---------- | ------------------------ | --- | --- |
| 15 janvier 1902 - 22 avril 1903 | États-Unis | Sénat (en)               | | Cette section est vide, insuffisamment détaillée ou incomplète. Votre aide est la bienvenue ! Comment faire ? |
| 1903                            | États-Unis | Chambre (en)             | | Cette section est vide, insuffisamment détaillée ou incomplète. Votre aide est la bienvenue ! Comment faire ? |
| 1903                            | Pérou      | Présidentielle (en)      | | Cette section est vide, insuffisamment détaillée ou incomplète. Votre aide est la bienvenue ! Comment faire ? |
| 1903                            | Chili      | Législatives (nl)        | | Cette section est vide, insuffisamment détaillée ou incomplète. Votre aide est la bienvenue ! Comment faire ? |
| 4 janvier                       | France     | Sénatoriales             | | Cette section est vide, insuffisamment détaillée ou incomplète. Votre aide est la bienvenue ! Comment faire ? |
| 16 février                      | Salvador   | Présidentielle (en)      | | Cette section est vide, insuffisamment détaillée ou incomplète. Votre aide est la bienvenue ! Comment faire ? |
| 1er mars                        | Japon      | Législatives             | | Cette section est vide, insuffisamment détaillée ou incomplète. Votre aide est la bienvenue ! Comment faire ? |
| 15 mars                         | Suisse     | Référendum (de)          | Loi fédérale sur le tarif des douanes. | Approuvée. |
| 30 avril                        | Espagne    | Générales                | | Cette section est vide, insuffisamment détaillée ou incomplète. Votre aide est la bienvenue ! Comment faire ? |
| Mai                             | Liberia    | Présidentielle (nl)      | | Cette section est vide, insuffisamment détaillée ou incomplète. Votre aide est la bienvenue ! Comment faire ? |
| 1er juin                        | Serbie     | Législatives (en)        | Élections le 19 mai 1903 (1er juin dans le calendrier grégorien) | Cette section est vide, insuffisamment détaillée ou incomplète. Votre aide est la bienvenue ! Comment faire ? |
| 16 juin                         | Allemagne  | Législatives             | | Les sociaux-démocrates obtiennent 31,7 % des suffrages et 81 sièges. Le Zentrum obtient 101 sièges. Les conservateurs 54 sièges et le parti de l’empire 21. Franz von Ballestrem (de) reste président du Reichstag. |
| 16 juin                         | Danemark   | Législatives             | | Le Premier ministre Johan Henrik Deuntzer (Parti de la réforme de gauche) conserve sa majorité. |
| 1er août - 4 août               | Italie     | Conclave                 | Décès de Léon XIII le 20 juillet. Depuis l'annexion des États pontificaux et de Rome par l'Italie en 1870 et jusqu'aux accords de Latran et la création de la cité-état du Vatican en 1929, le pape n'a plus de souveraineté temporelle. | Élection du pape Pie X |
| Août                            | Équateur   | Vice-présidentielle (es) | | Cette section est vide, insuffisamment détaillée ou incomplète. Votre aide est la bienvenue ! Comment faire ? |
| 21 septembre                    | Serbie     | Législatives (en)        | Élections le 8 septembre 1903 (21 septembre dans le calendrier grégorien) | Cette section est vide, insuffisamment détaillée ou incomplète. Votre aide est la bienvenue ! Comment faire ? |
| 25 octobre                      | Suisse     | Référendum (de)          | Loi fédérale complétant le code pénal fédéral | Rejetée |
| 25 octobre                      | Suisse     | Référendum (de)          | Initiative populaire « élection du Conseil national basée sur la population de nationalité suisse » | Rejetée |
| 25 octobre                      | Suisse     | Référendum (de)          | Arrêté fédéral portant sur le commerce de détail de spiritueux | Rejeté |
| 16 décembre                     | Australie  | Fédérales                | | Le Parti protectionniste conserve sa majorité. Alfred Deakin reste premier ministre. |

## Élections en subdivisions nationales en 1903
Cette section concerne les élections législatives dans un État fédéré, une subdivision territoriale ou une colonie d'un État souverain, ainsi que leurs principaux référendums.
| Date                  | Subdivision            | État               | Élection ou référendum | Contexte | Résultat |
| --------------------- | ---------------------- | ------------------ | ---------------------- | -------- | --- |
| 1903                  | Îles Féroé             | Danemark           | Générales (en)         |          | Cette section est vide, insuffisamment détaillée ou incomplète. Votre aide est la bienvenue ! Comment faire ? |
| 1903                  | Colonie du Cap         | Empire britannique | Législatives (en)      |          | Cette section est vide, insuffisamment détaillée ou incomplète. Votre aide est la bienvenue ! Comment faire ? |
| 13 janvier            | Yukon                  | Canada             | Générales (en)         |          | Cette section est vide, insuffisamment détaillée ou incomplète. Votre aide est la bienvenue ! Comment faire ? |
| 3 mars                | Nouveau-Brunswick      | Canada             | Générales              |          | Cette section est vide, insuffisamment détaillée ou incomplète. Votre aide est la bienvenue ! Comment faire ? |
| 2 avril               | Tasmanie               | Australie          | Législatives (en)      |          | Cette section est vide, insuffisamment détaillée ou incomplète. Votre aide est la bienvenue ! Comment faire ? |
| Juin                  | Islande                | Danemark           | Législatives (en)      |          | Cette section est vide, insuffisamment détaillée ou incomplète. Votre aide est la bienvenue ! Comment faire ? |
| 20 juillet            | Manitoba               | Canada             | Générales (en)         |          | Cette section est vide, insuffisamment détaillée ou incomplète. Votre aide est la bienvenue ! Comment faire ? |
| 6 août - 16 septembre | Norvège                | Suède-Norvège      | Législatives (en)      |          | Cette section est vide, insuffisamment détaillée ou incomplète. Votre aide est la bienvenue ! Comment faire ? |
| 3 octobre             | Colombie-Britannique   | Canada             | Générales              |          | Les conservateurs remportent cette élection. Richard McBride reste premier ministre de la province.           |
| 19 octobre            | Bulgarie               | Empire ottoman     | Législatives (en)      |          | Cette section est vide, insuffisamment détaillée ou incomplète. Votre aide est la bienvenue ! Comment faire ? |
| 16 décembre           | Nouvelle-Galles du Sud | Australie          | Référendum (en)        |          | Cette section est vide, insuffisamment détaillée ou incomplète. Votre aide est la bienvenue ! Comment faire ? |